# Augustyn Phan Viết Huy
Św. Augustyn Phan Viết Huy (wiet. Augustinô Phan Viết Huy) (ur. ok. 1795 r. w Hạ Linh, prowincja Nam Định w Wietnamie – zm. 13 czerwca 1839 r. w Thừa Thiên w Wietnamie) – święty Kościoła katolickiego, męczennik.
Augustyn Phan Viết Huy urodził się w Hạ Linh w prowincji Nam Định. Jego rodzice byli chrześcijanami. Augustyn Phan Viết Huy przez ok. 10 lat był żołnierzem. Na rozkaz władcy Wietnamu Minh Mạng wyselekcjonowano żołnierzy chrześcijan, a następnie poddano ich torturom w celu zmuszenia do wyrzeczenia się wiary. Część to zrobiła, a niektórym udało się uciec. Augustyn Phan Viết Huy nie zgodził się na odstępstwo podobnie jak Mikołaj Bùi Đức Thể i Dominik Đinh Đạt. Występując przed sądem Augustyn Phan Viết Huy przemawiał w imieniu ich trójki. Został stracony 13 czerwca 1839 r.
Dzień wspomnienia: 24 listopada w grupie 117 męczenników wietnamskich.
Beatyfikowany 27 maja 1900 r. przez Leona XIII, kanonizowany przez Jana Pawła II 19 czerwca 1988 r. w grupie 117 męczenników wietnamskich.